# Галумов, Эраст Александрович
Эра́ст Алекса́ндрович Галу́мов (17 апреля 1958, Тбилиси, Грузинская ССР) — российский политолог и экономист, руководитель проекта Blockchain Village, издатель и главный редактор журнала «Мир и Политика» и международного журнала на русском и китайском языках «Москва-Пекин». Две страны-одно дело", кандидат экономических наук, доктор политических наук, профессор (ВАК), автор книг и научных работ в области теории коммуникаций и имиджа государства, член союза писателей России, член международного сообщества писательских союзов, член общественного совета Следственного комитета РФ, Действительный член Академии военных наук, российский учёный и общественный деятель, соорганизатор Пекинского Международно Экономического форума BIEF, председатель Правления делового клуба «Москва-Пекин», полковник запаса.

## Биография
В 1979 году с отличием окончил Тбилисское высшее артиллерийское училище.
С 1979 по 1990 годы служил в Вооруженных силах СССР.
С 1990 по 1992 год работа в газете «Комсомольская правда».
С 1992 по 1995 год президент Фонда социальной защиты военнослужащих в Москве. Баллотировался в депутаты Государственной Думы РФ 2-го созыва от Забайкалья, но не набрал достаточного количества голосов.
В 1995 году по представлению Комитета Ветеранов Великой Отечественной войны награждается Орденом Дружбы.
С 1995 по 2000 год руководитель предприятий топливно-энергетического комплекса.
В 1998 году присваивается научная степень кандидата экономических наук.
С 2001 по 2006 год доцент, профессор кафедры Средств массовых коммуникаций и связей общественностью Дипломатической академии МИД РФ.
В 2004 году присваивается научная степень доктора политических наук.
В 2006 году заканчивает курсы повышения квалификации в Военной академии Генерального штаба ВС РФ по программе «Оборона и обеспечение безопасности Российской федерации».
В 2007 году присваивается научное звание профессор по специальности.
С 2006 по 2007 годы, директор Института актуальных международных проблем Дипломатической академии МИД РФ.
С 2001 по 2013 год генеральный директор Федерального Государственного Унитарного Предприятия «Издательство „Известия Управления делами Президента РФ“».
С 2005 года по настоящее время издатель и главный редактор журнала «МИР и Политика».
C апреля 2015 — главный редактор журнала «Москва-Пекин. Две страны-одно дело».
16 февраля 2018 года был арестован по подозрению в мошенничестве в особо крупном размере. 23 ноября 2020 года был приговорен к шести годам лишения свободы в колонии общего режима и штрафу в один миллион рублей. Галумова признали виновным в мошенничестве в особо крупном размере (ч. 4 ст. 159 УК РФ) на сумму более 40 млн рублей. С учётом времени, проведенного  в СИЗО и пересчета срока из расчета один день под стражей за полтора дня в колонии,Галумову зачли четыре года лишения свободы из шести.

## Научная деятельность
- Начиная с 1995 года, Э. А. Галумов активно участвует в научных исследованиях теории массовых коммуникаций, имиджеологии, технологий PR и рекламы[источник не указан 2702 дня]. Результатом этих исследований явились фундаментальные труды: «Имидж государства», «Информация и PR в международных отношениях», «Основы PR», «Имидж против имиджа», «Инфоколониализм», «Информация, массовая коммуникация и международные отношения». Соавтор учебника «Информация. Дипломатия. Психология».
- В 1998 году Галумову Э. А. присуждена ученая степень кандидата экономических наук по специальности: мировое хозяйство и международные экономические отношения.
- В 2001 году назначен на должность начальника управления информационной безопасности Научно-исследовательского и учебного Центра оборонных проблем Академии военных наук.
- 2001—2006 гг. — доцент, профессор кафедры массовых коммуникации и связей с общественностью Дипломатической академии МИД России.
- В 2004 году степень доктора политических наук по специальности: политические проблемы международных отношений и глобального развития, а в 2007-м звание профессора по этой специальности.
- 2006—2007 гг. — профессор кафедры дипломатии Дипломатической академии МИД России, директор Института актуальных международных проблем Дипломатической академии МИД РФ.
- В 2009 году вышла историко-публицистическая книга Эраста Галумова «Неизвестные известия» Архивная копия от 3 ноября 2009 на Wayback Machine, представленная к соисканию Государственной Премии Российской Федерации[источник не указан 2702 дня].

## Творческая деятельность
- Начиная с 2003 года вышли в свет четыре авторских музыкальных альбома.
- С 2012 по 2013 год автор и ведущий популярной еженедельной телевизионной программы «Международная панорама» на телеканале «Просвещение».
- С 2012 по 2015 год автор и ведущий программы «Моё второе Я» на «Радио Россия».
- В 2015 году на «Радио Комсомольская Правда» стала выходить еженедельная авторская политическая программа Эраста Галумова «Конец света».

## Награды и членство в общественных организациях
- Награждён Орденом Дружбы (1995 г.), медалями за службу в Вооруженных силах РФ, грамотами и благодарностями Управления Делами Президента РФ, Администрации Президента РФ и Правительства РФ, ведомственными наградами Министерства обороны РФ, Министерства иностранных дел РФ, Губернатора Кемеровской Области, Следственного комитета РФ.
- Член союза писателей России.
- Член международного сообщества писательских союзов.
- Лауреат премии имени Артёма Боровика «Золотые перья России».
- Член общественного совета Следственного комитета РФ
- Действительный член Академии военных наук.
- Входит в состав Общественного совета[6] при Следственном комитете Российской Федерации.